# Jánoshalmai járás
A Jánoshalmai járás Bács-Kiskun vármegyéhez tartozó járás Magyarországon, amely 2013-ban jött létre. Székhelye Jánoshalma. Területe 439,03 km², népessége 17 297 fő, népsűrűsége pedig 39 fő/km² volt 2013 elején. 2013. július 15-én két város (Jánoshalma és Mélykút) és három község tartozott hozzá. Területfejlesztési szempontból a települések a Jánoshalmai és a Bajai kistérséghez tartoznak.
A Jánoshalmai járás a járások 1983-as megszüntetése előtt is létezett, Jánoshalmi járás néven. A 20. század elején hozták létre és az 1950-es járásrendezés során szüntették meg, és székhelye mindvégig Jánoshalma volt.

## Települései
A települések 2013. évi adatait az alábbi táblázat tartalmazza. (A népesség és a terület az év elejére, a többi adat 2013. július 15-ére vonatkozik.)
A járás öt települési önkormányzata közül kettő működtet önálló hivatalt, a többi három pedig egy közös önkormányzati hivatalhoz tartozik.
| Település  | Jogállás            | Közös hivatal | Kistérség   | Népesség | Terület (km²) |
| ---------- | ------------------- | ------------- | ----------- | -------- | ------------- |
| Jánoshalma | járásszékhely város |               | Jánoshalmai | 8 941    | 132,21        |
| Mélykút    | város               |               | Jánoshalmai | 5 165    | 123,46        |
| Borota     | község              | Borota        | Jánoshalmai | 1 432    | 81,8          |
| Kéleshalom | község              | Borota        | Jánoshalmai | 453      | 61,63         |
| Rém        | község              | Borota        | Bajai       | 1 306    | 39,93         |